# Death Wish (2018)
Death Wish is een Amerikaanse vigilante-actiefilm uit 2018 onder regie van Eli Roth.
Het is de zesde film uit de Death Wish filmreeks en een remake van het origineel met dezelfde naam uit 1974 met Charles Bronson in de hoofdrol dat op zijn beurt weer gebaseerd is op de gelijknamige roman uit 1972 van Brian Garfield. Het grootste verschil met de originele film is dat het hoofdpersonage Paul Kersey (ditmaal vertolkt door Bruce Willis) een chirurg is uit Chicago.

## Verhaal
In Chicago wordt chirurg Paul Kersey dagelijks geconfronteerd met mensen met schotwonden op zijn operatietafel. Kersey's leven zal ingrijpend veranderen als hij de misdaad ook van dichtbij meemaakt. Zijn vrouw en dochter worden slachtoffer van een gewelddadige roofoverval waarbij zijn vrouw om het leven komt en zijn dochter in coma raakt. Hoewel de politie bezig is met het opsporen naar de daders, raakt Kersey al snel gefrustreerd door gebrek aan bewijs in het onderzoek. Als in een nacht Kersey ook nog ziet hoe twee misdadigers een vrouw lastigvallen, is de maat vol en grijpt hij in. Hij gaat voor eigen rechter spelen en vervolgens op zoek naar de daders van de misdaden die gepleegd zijn op zijn vrouw en dochter.

## Rolverdeling
- Bruce Willis als Dr. Paul Kersey
- Vincent D'Onofrio als Frank Kersey
- Elisabeth Shue als Lucy Rose Kersey
- Dean Norris als Rechercheur Kevin Raines
- Camila Morrone als Jordan Kersey
- Ronnie Gene Blevins als Joe
- Beau Knapp als Knox
- Jack Kesy als Tate "Fish" Karp
- Len Cariou als Ben
- Kirby Bliss Blanton als Bethany